# Glasmacherpfeife

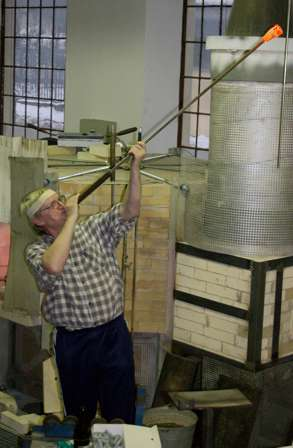
Glasmacherpfeife

Glasmacherpfeifen sind etwa 1,2 bis 1,6 Meter lange Rohre, die an einem Ende mit einem Mundstück versehen sind. Der Glasbläser oder Glasmacher nimmt mit dem anderen Ende der Pfeife eine kleine Menge geschmolzenes Glas auf und wälzt es zunächst hin und her. Durch dieses sogenannte Marbeln wird dem Produkt eine grobe äußere Form gegeben. Gleichzeitig kühlt die Glasmasse ab. Anschließend bläst er in die Pfeife. Dadurch erweitert sich der Glasposten zu einer Blase, auch Külbel genannt. Durch wiederholtes Erhitzen am Ofen, Blasen und Marbeln wird das Produkt so lange bearbeitet, bis es seine endgültige Form hat. Heutzutage werden auch mit Pressluft betriebene Pfeifen eingesetzt. Diese Art, das Glas zu bearbeiten, nennt man Hohlblasen.
Die Glasmacherpfeife wurde etwa 200 v. Chr. in Syrien erfunden.

## Glasmacherpfeife in der Heraldik
Die Glasmacherpfeife ist in der Heraldik eine Gemeine Figur und ist nur in wenigen Wappen anzutreffen. Sie zählt zu den typischen Glasmachersymbolen.
Dargestellt wird die natürliche Pfeife mit leichter Stilisierung, die aber nicht heraldisch besonders durchdrungen ist. Oft sind zwei Pfeifen im Wappen, die als Andreaskreuz gelegt werden. Die Tingierung kann alle heraldische Farben zeigen, aber vorrangig ist Gold und Silber. Gemeinden mit großer Glasbläsertradition haben sich diese Wappenfigur gewählt.

Althütte
Friedrichsthal (Saar)
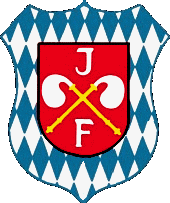
Jakobsthal im Spessart
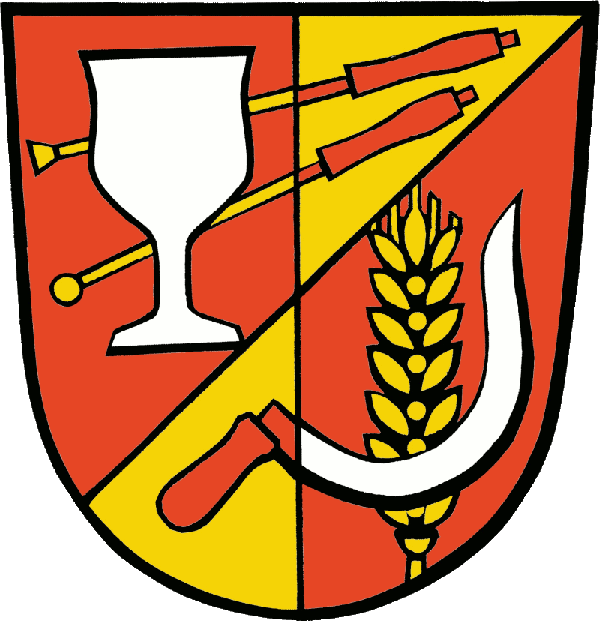
Neupetershain
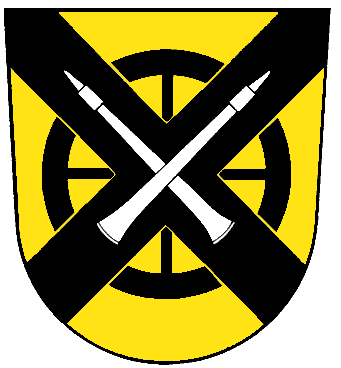
Quierschied (1953–1974)
Rechtenbach/Unterfr.
Wiesthal
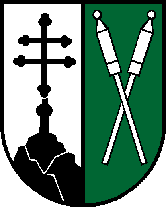
Liebenau (Oberösterreich)
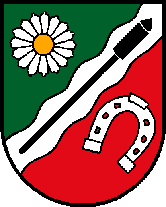
Weißenkirchen im Attergau